# Blies-Guersviller
Blies-Guersviller település Franciaországban, Moselle megyében. Lakosainak száma 651 fő (2022. január 1.). Blies-Guersviller Frauenberg és Sarreguemines községekkel határos.

## Népesség
A település népességének változása:
| Lakosok száma | 373  | 542  | 628  | 616  | 598  | 617  | 644  | 646  | 650  | 651  |
|               | 1968 | 1982 | 1990 | 2006 | 2013 | 2015 | 2017 | 2019 | 2020 | 2022 |